# Katharine Byron
Katharine Edgar Byron (ur. 25 października 1903 w Detroit, Michigan, zm. 28 grudnia 1976 w Waszyngtonie) – amerykańska polityk związana z Partią Demokratyczną.
W 1941 roku po śmierci jej męża, kongresmena Williama Byrona, w specjalnych wyborach uzupełniających została wybrana z szóstego okręgu wyborczego w Maryland do Izby Reprezentantów Stanów Zjednoczonych, gdzie zasiadała do 3 stycznia 1943 roku.
Katharine Byron pochodzi z rodziny o tradycjach politycznych. Jej dziadek Louis Emory McComas, mąż William Devereux Byron oraz syn Goodloe Edgar Byron również byli członkami Izby Reprezentantów z szóstego okręgu wyborczego w Maryland. Z kolei jej dziadek Louis Emory McComas był senatorem z tego stanu.